# 난바역

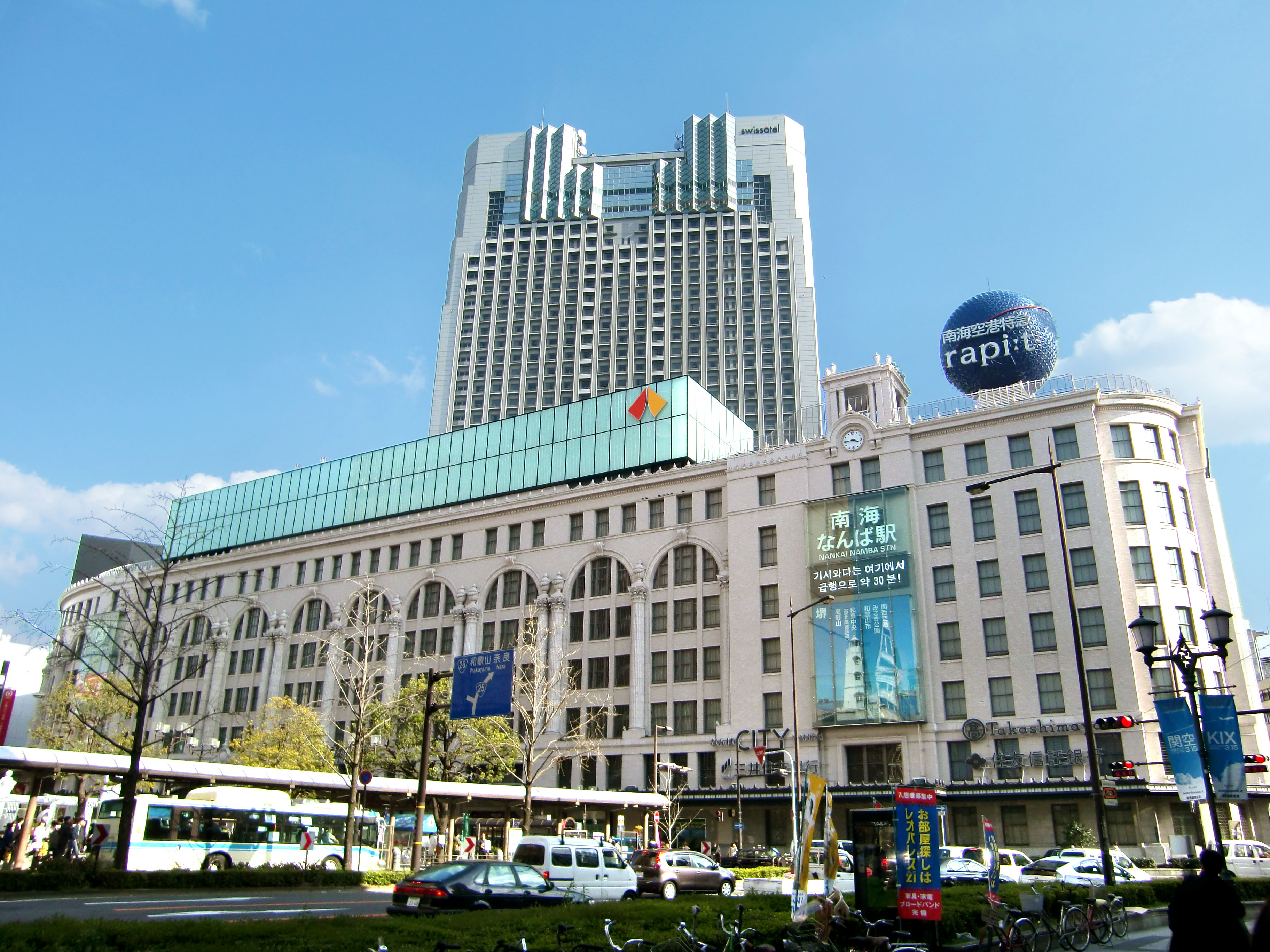
난카이 난바역

난바역(일본어: 難波駅)은 일본 오사카부 오사카시 주오구와 나니와구에 걸쳐 있는 철도역으로 이 철도역에는 난카이 전기철도(난카이 난바역)와 오사카메트로(난바역)가 각각 운영하고 있지만 난카이와 지하철의 역은 결코 같은 역이 아니다. 그리고 긴키 닛폰 철도, 한신 전기 철도와 서일본 여객철도에도 각각 난바 역으로 통칭되는 역이 있으나 두 역의 정식 명칭은 오사카난바역과 JR 난바역이며 이 역들도 지하역으로서 이 역과는 지하도 등으로 연결된다.

## 역 주변
대형 상업 시설, 환락가, 쇼핑가, 교육 시설이 밀집해있으며, 우메다, 덴노지, 교바시와 같이 오사카 시의 도심/부도심 중의 하나이다.
- 다카시마야 오사카점
- 난바 CITY
- 난카이 회관 빌딩
  - 오사카 난바 우체국
  - 나니와 우체국
- 스위소텔 호텔 난카이오사카
- 난바 고속버스 터미널
- 난바 워크
- 오사카 시티 에어 터미널(OCAT)
  - 오사카 OCAT내 우체국
- 난바 파크스(오사카 구장 터 상업 시설)
  - 윈즈 난바(장외 가쓰마 투표권 발매소)
- 오사카 쇼치쿠자
- 덴덴타운
- NAMBA난난 (구, "난바 난난타운")
- 도호 남부 거리 빌딩
  - 난바 마루이
  - TOHO 시네마즈 난바
- 에스 칼 난바
  - 빅 카메라 난바점(지하철 안내 방송)
- 난바 그랜드 가게쓰
  - AKB48 CAFE&SHOP NAMBA
- DAIHATSU MOVE 도톤보리 각자리
- YES-NAMBA 빌딩
  - 오사카 부립 상향연예 자료관
  - 요시모토 만담 극장(구, 5up요시모토)
  - NMB48 극장
- 호젠지
- 미나토마치 리버 플레이스
- 오사카 부립 체육 회관
- 요쓰야 학원 난바 학교
- 야마다 전기 LABI1난바(지하철 이용 시에는 난바 역보다 다이코쿠초 역 쪽이 가까움)
- 도구점통 상가
- 미쓰이스미토모 은행 난바 지점・난바 외화 환전 코너(난카이 난바 역 내)
- 미쓰이스미토모 신탁 은행 난바 지점(난카이 난바 역 내)
- 미쓰비시도쿄UFJ은행 난바 지점・난바추오 지점・닛폰이치 지점
- 이케다센슈 은행 난바 지점
- 리소나 은행 난바 지점
- 미즈호 은행 난바 지점

## 사진

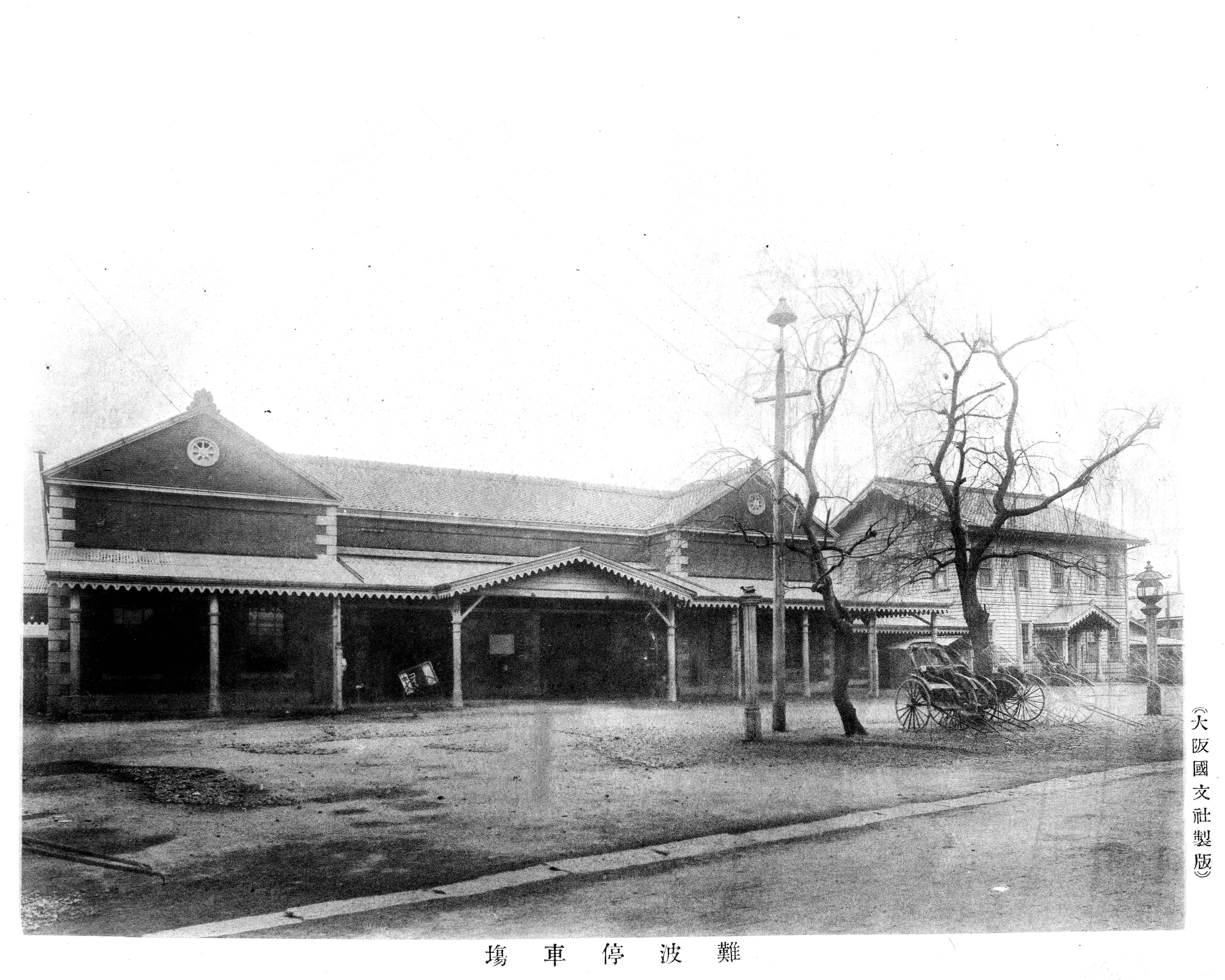
1889년 모습
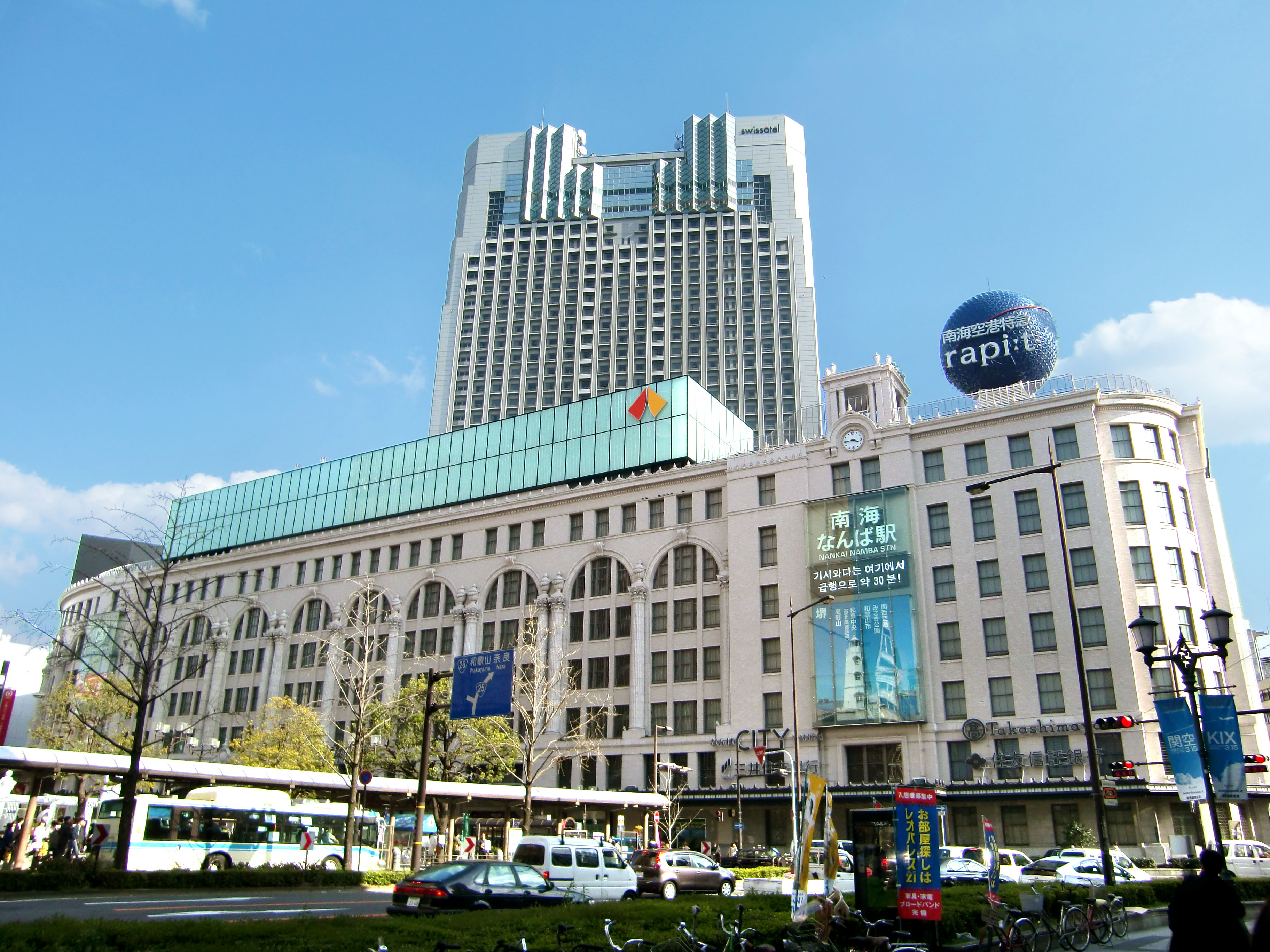
난바 역사 외관
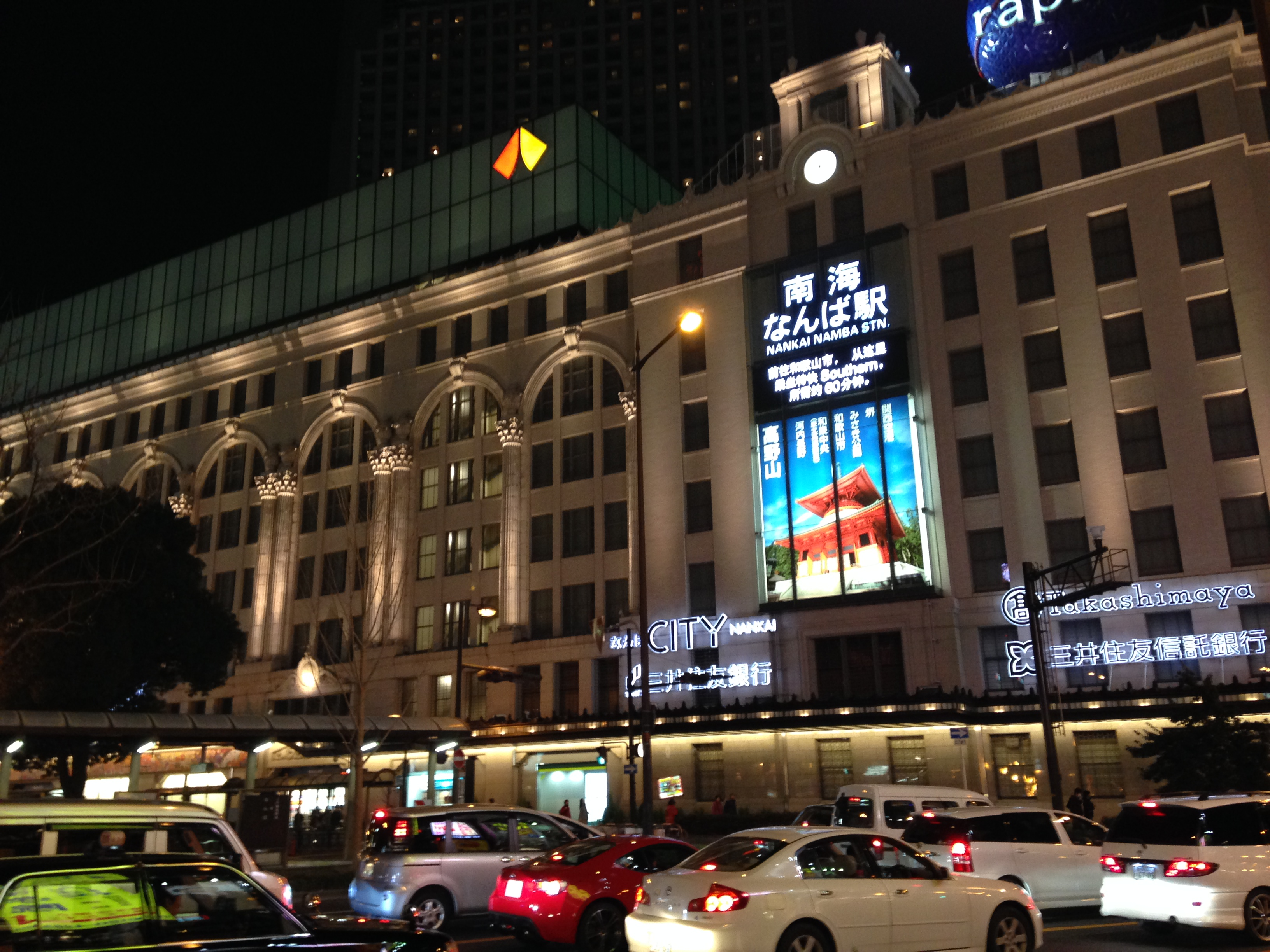
난카이 난바 역사 야경
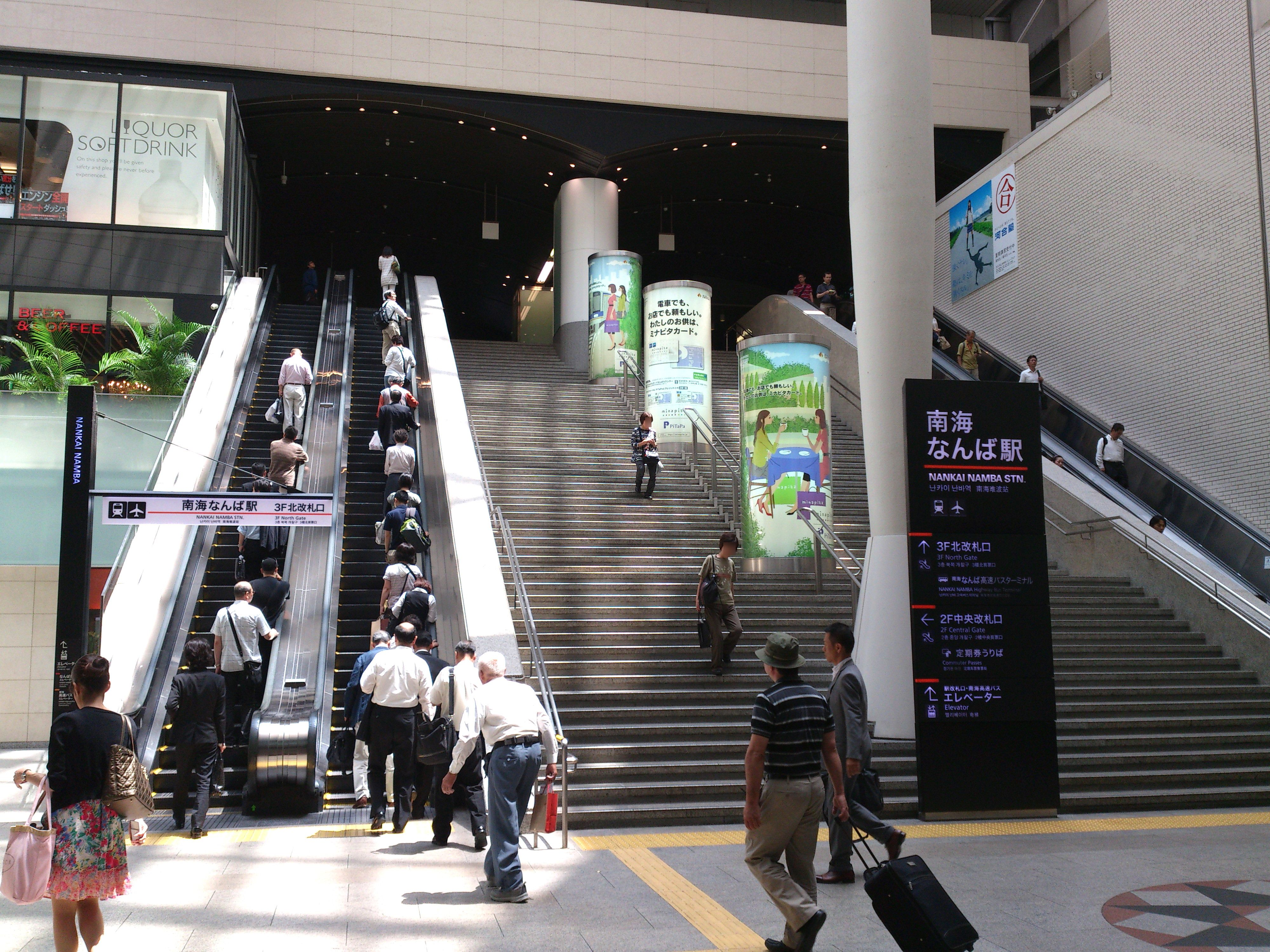
난카이 전용 북쪽 개찰구
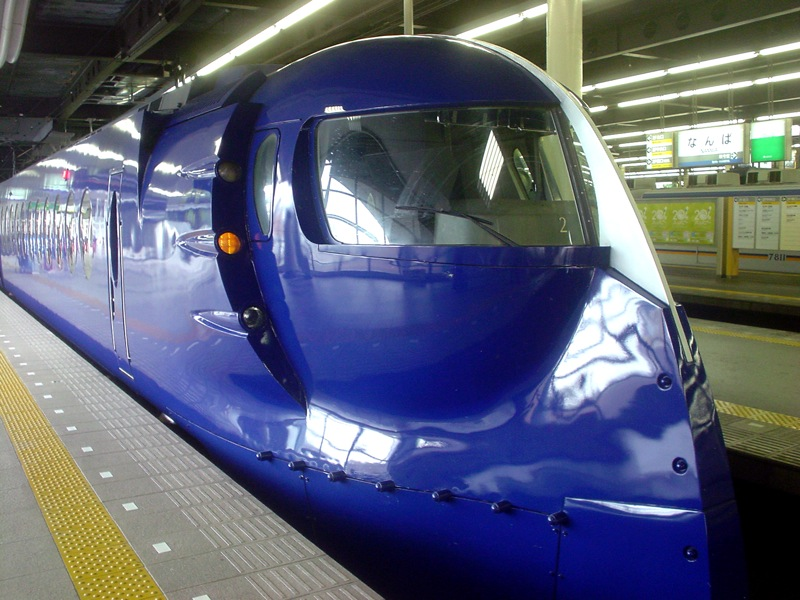
난바 역에 정차한 라피트
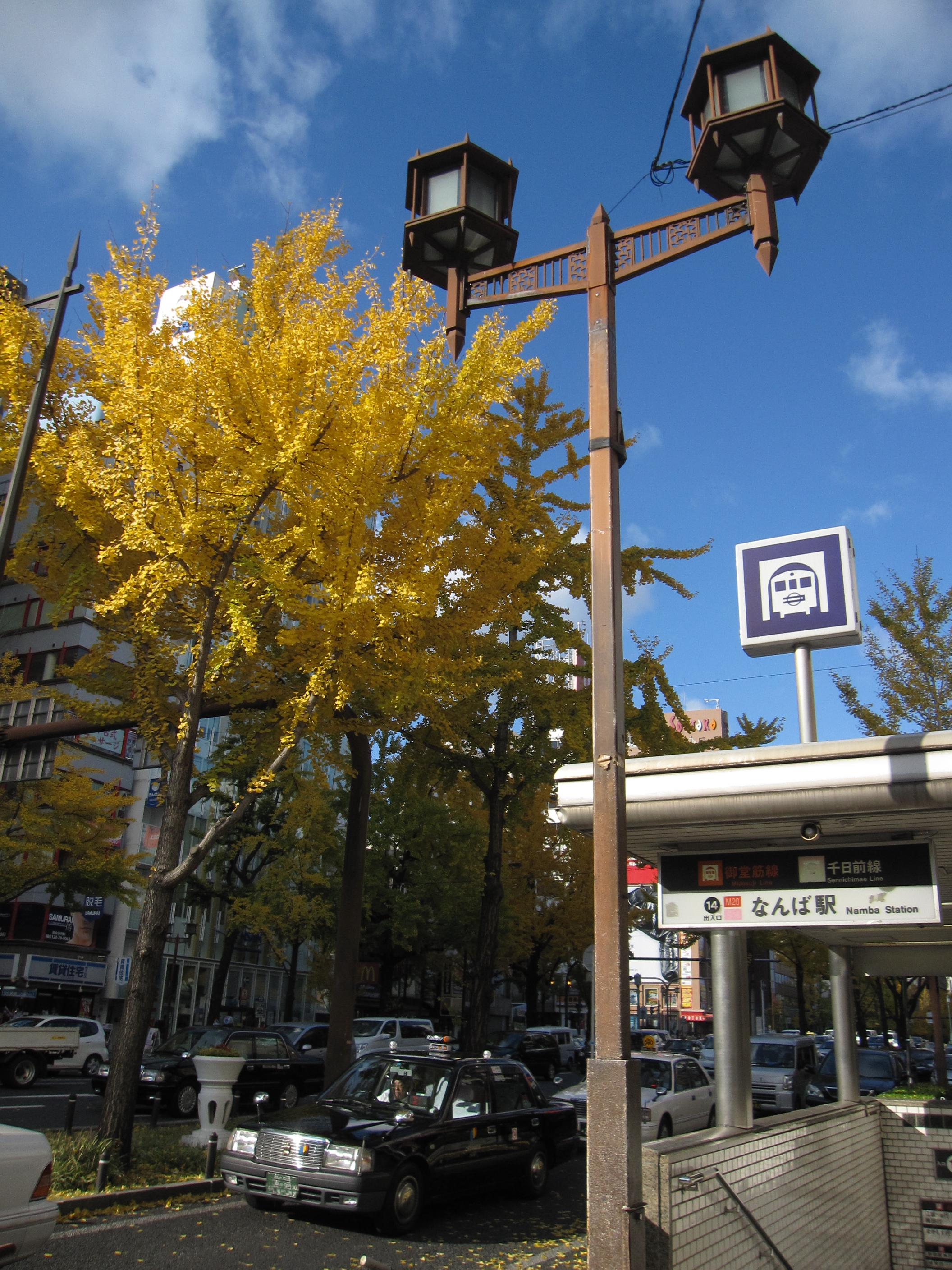
지하철 14번 출입구
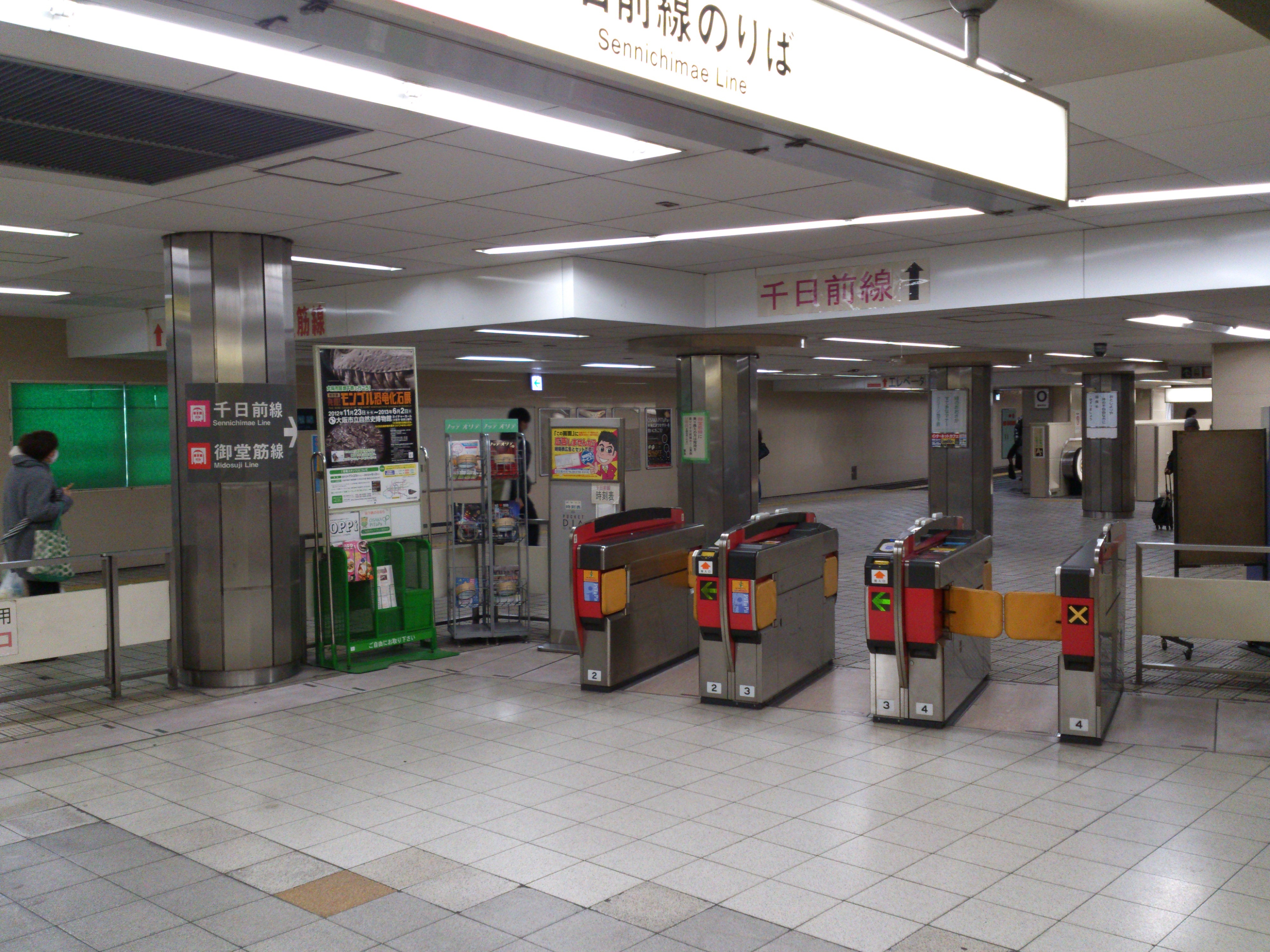
지하철 서쪽 개찰구
지하철 남쪽 개찰구
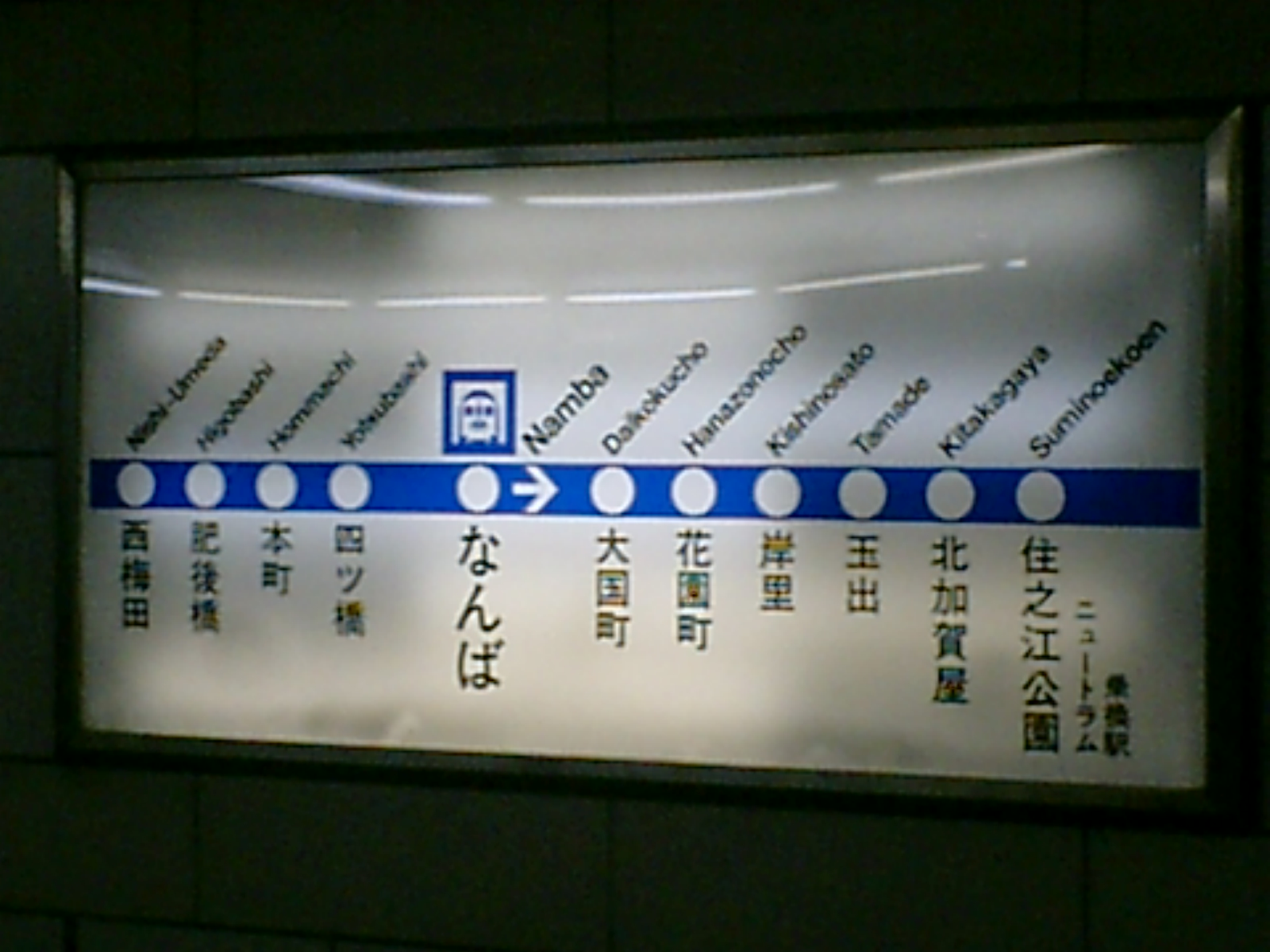
난바 역의 요쓰바시 선 노선도
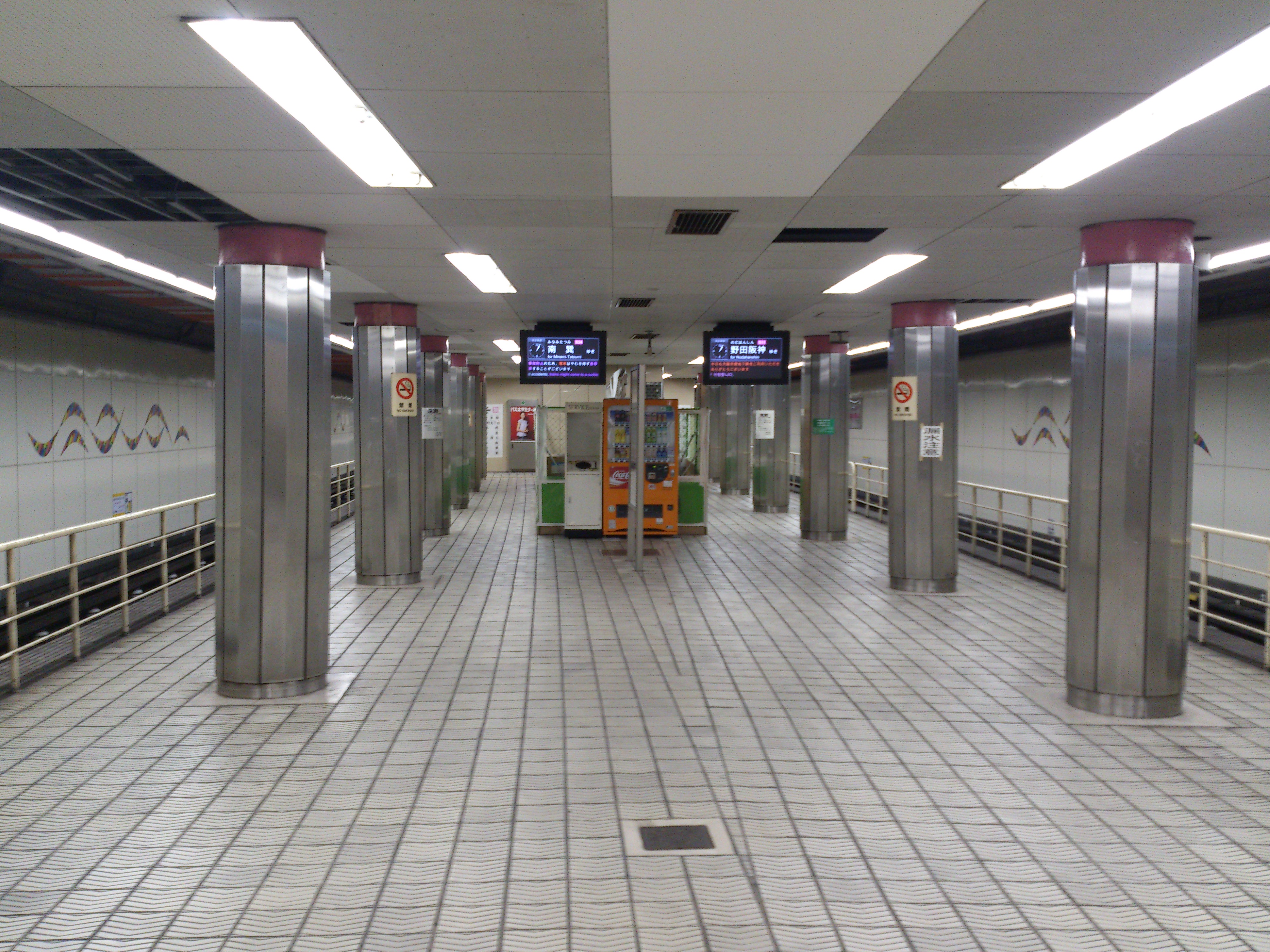
센니치마에 선 승강장

## 인접역
| 난카이 전기철도 난카이 본선  | 난카이 전기철도 난카이 본선                                           | 난카이 전기철도 난카이 본선                         |
| ---------------------------- | --------------------------------------------------------------------- | --------------------------------------------------- |
| 시·종착역                    | ■ 특급, ■ 급행, ■ 공항 급행, ■ 구간 급행, ■ 준급(도착 열차만), ■ 보통 | 신이마미야 NK-03 와카야마시 방면                    |
| 난카이 전기철도 고야 선      |                                                                       |                                                     |
| 시·종착역                    | ■ 특급, ■ 쾌속 급행, ■ 급행, ■ 구간 급행, ■ 준급                      | 신이마미야 NK-03 고쿠라쿠바시・간사이 공항 방면     |
| 시·종착역                    | ■ 각역정차                                                            | 이마미야에비스 NK-02 고쿠라쿠바시・간사이 공항 방면 |
| ■ 오사카 메트로 미도스지선   |                                                                       |                                                     |
| M19 신사이바시 에사카 방면   |                                                                       | 다이코쿠초 M21 나카모즈 방면                        |
| ■ 오사카 메트로 요쓰바시선   |                                                                       |                                                     |
| Y14 요쓰바시 니시우메다 방면 |                                                                       | 다이코쿠초 Y16 스미노에코엔 방면                    |
| ■ 오사카 메트로 센니치마에선 |                                                                       |                                                     |
| S15 사쿠라가와 노다한신 방면 |                                                                       | 닛폰바시 S17 미나미타쓰미 방면                      |